# MŠK Púchov (hokejový klub)
MŠK Púchov (celým názvem: Mestský Športový Klub Púchov) je slovenský hokejový klub založený roku 1946.

## Historie
Klub vznikl v roce 1946, největší úspěch zaznamenal na začátku osmdesátých let, kdy poprvé vybojovali postup do 1. SNHL v sezóně 1980/81. Klub však sestoupil po roce zpět do soutěže krajského přeboru. Po rozpadu Československa byli přiděleni do 2. ligy skupiny střed. V premiérovém ročníku soutěže skončili v základní části první místo, v boji o postup skončili na druhém postupovém místě. V 1. lize hráli čtyři roky, nejlepší umístění zaznamenali v ročníku 1996/1997, ve kterém se umístili celkově na 7. místě. V sezóně 1997/98 se umístili na posledním místě a sestoupili zpět do 2. ligy. Následek sestupu byl dlouholetý útlum od hokeje. Návrat do 2. ligy nastal v sezóně 2005/06. Během období 2005/2009 hráli ve skupině západ. Základní skupinu vyhráli pětkrát po sobě v letech 2006/11, v poslední sezóně ve druhé lize konečně postoupili zpět do 1. ligy. V ročníku 2011/12 vyhráli pouze jediný zápas, po základní části a fázi play-out skončil na posledním sestupovém místě. Klub poté zanikl. Po dvouleté přestávce se klub přihlásil zpět do hokeje, registroval se do druhé ligy.

## Názvy klubu
- 1946 - TJ Makyta[zdroj?]
- 1956 - TJ Iskra Púchov
- 1968 - TJ Gumárne Púchov
- 1993 - ŠK Matador Púchov
- 1999 - ŠK Matterhorn Púchov
- 2007 - HK Púchov
- 2014 - ŠHK Púchov
- ???? - MŠK Púchov

## Umístění

### Umístění ve 2. slovenské hokejové lize
| Sezona    | Umístění v ZČ      | Počet bodů v ZČ | Umístění celkově | Kapitán | Hlavní trenér |
| --------- | ------------------ | --------------- | ---------------- | ------- | ------------- |
| 1993/1994 | 1. (skupina střed) | 18              | 2. (postup)      | doplnit | doplnit       |
| 2005/2006 | 4. (skupina západ) | 21              | 4.               | doplnit | doplnit       |
| 2006/2007 | 1. (skupina západ) | 34              | 1.               | doplnit | doplnit       |
| 2007/2008 | 1. (skupina západ) | 34              | 1.               | doplnit | doplnit       |
| 2008/2009 | 1. (skupina západ) | 39              | 1.               | doplnit | doplnit       |
| 2009/2010 | 1. (skupina střed) | 41              | 1.               | doplnit | doplnit       |
| 2010/2011 | 1. (skupina střed) | 42              | 1. (postup)      | doplnit | doplnit       |
| 2014/2015 | 5. (skupina A)     | 38              | 5                | doplnit | doplnit       |
| 2015/2016 | 4. (skupina A)     | 31              | -                | doplnit | doplnit       |

### Umístění v 1. slovenské hokejové lize
| Sezona    | Umístění v ZČ | Počet bodů v ZČ | Umístění celkově | Kapitán | Hlavní trenér |
| --------- | ------------- | --------------- | ---------------- | ------- | ------------- |
| 1994/1995 | 8.            | 40              | 8.               | doplnit | doplnit       |
| 1995/1996 | 11.           | 28              | 11.              | doplnit | doplnit       |
| 1996/1997 | 10.           | 25              | 7.               | doplnit | doplnit       |
| 1997/1998 | 12.           | 23              | 12. (sestup)     | doplnit | doplnit       |
| 2011/2012 | 13.           | 4               | 13. (sestup)     | doplnit | doplnit       |